# 2011 год в музыке

## Награды

### Премия «Грэмми»
53-я ежегодная церемония вручения премии «Грэмми» состоялась 13 февраля 2011 года в Лос-Анджелесе.
- Запись года — Lady Antebellum «Need you now»
- Альбом года — Arcade Fire «The Suburbs»
- Песня года — Lady Antebellum «Need you now»
- Лучший новый исполнитель — Esperanza Spalding

### BRIT Awards 2011
31-я ежегодная церемония вручения наград BRIT Awards прошла 15 февраля 2011 года в Лондоне.
- Британский исполнитель года — Plan B
- Международный исполнитель года — Cee Lo Green
- Британская исполнительница года — Laura Marling
- Международная исполнительница года — Rihanna
- Британская группа года — Take That
- Международная группа года — Arcade Fire
- Британский прорыв года — Tinie Tempah
- Британский сингл года — Tinie Tempah «Pass out»

### Billboard Music Awards
Церемония вручения музыкальных наград Billboard Music Awards 2012 прошла 22 мая в MGM Grand Garden Arena в Лас-Вегасе.
- Артист года — Eminem
- Открытие года — Justin Bieber
- Лучший исполнитель — Eminem
- Лучшая исполнительница — Rihanna
- Лучшая группа — The Black Eyed Peas
- Лучшая песня (Top Hot 100) — Taio Cruz «Dynamite»
- Лучший альбом — Eminem «Recovery»

### Премия Муз-ТВ 2011
9-я ежегодная национальная премия в области популярной музыки Муз-ТВ 2011 была проведена 3 июня 2011 года в Москве.
- Лучший исполнитель — Дима Билан
- Лучшая исполнительница — Вера Брежнева
- Лучшая поп-группа — A’Studio
- Прорыв года — Артур Пирожков
- Лучшая песня — Слава «Одиночество»

### MTV Video Music Awards 2011
28-я церемония вручения музыкальных наград телеканала MTV прошла 28 августа 2011 года в Лос-Анджелесе.
- Видео года — Katy Perry «Firework»
- Лучшее мужское видео — Justin Bieber «U smile»
- Лучшее женское видео — Lady Gaga «Born this way»
- Лучший новый артист — Tyler, the Creator «Yonkers»

### Премия RU.TV 2011
1-я ежегодная русская премия телеканала RU.TV прошла 1 октября в Москве.
- Лучший певец — Филипп Киркоров
- Лучшая певица — Вера Брежнева
- Лучшая группа — Градусы
- Реальный приход — Митя Фомин
- Лучшая песня — Ёлка «Прованс»

### MTV Europe Music Awards 2011
18-я церемония вручения музыкальных наград телеканала MTV Европа прошла 6 ноября 2011 года в Белфасте.
- Лучший певец — Джастин Бибер
- Лучшая певица — Lady Gaga
- Лучший новый артист — Bruno Mars
- Лучшая песня — Lady Gaga «Born this way»
- Лучший клип — Lady Gaga «Born this way»

### American Music Awards 2011
39-я ежегодная церемония American Music Awards 2011 прошла 20 ноября в Лос-Анджелесе.
- Артист года — Taylor Swift
- Новый артист года — Hot Chelle Rae

### Зал славы рок-н-ролла
Исполнители:
- Alice Cooper[англ.] (Глен Бакстон, Майкл Брюс[англ.], Деннис Данэуэй[англ.], Элис Купер и Нил Смит[англ.])[1]
- Нил Даймонд[2]
- Доктор Джон[3]
- Дарлин Лав[4]
- Том Уэйтс[5]

Неисполнители:
- Арт Руп[6]
- Джек Хольцман[7]

Награда за музыкальное мастерство:
- Леон Расселл[8]

### Зал славы авторов песен
- Джон Беттис[англ.][9]
- Гарт Брукс[10]
- Том Келли[англ.][11]
- Леон Расселл[12]
- Билли Стайнберг[англ.][13]
- Аллен Туссант[14]

Награда Джонни Мерсера:
- Барри Манн и Синтия Вейл[15]

Награда Хауи Ричмонда создателю хитов:
- Чака Хан[16]

Награда за выдающуюся песню:
- It Was a Very Good Year[17]

Награда Хэла Дэвида «Звёздный свет»:
- Дрейк[18]

Награда лидеру-визионеру:
- Хэл Дэвид[19]

### Зал славы кантри
- Бобби Брэддок[англ.][20]
- Риба Макинтайр[21]
- Джин Шепард[англ.][22]

## События
- 13 февраля — 53-я церемония «Грэмми»: 10 номинаций у Эминема и 5 наград у Lady Antebellum.
- 15 февраля — На церемонии BRIT Awards[англ.] по две награды получили Тайни Темпа и Arcade Fire[23].
- 18 февраля — Nordic Music Prize[англ.] был вручён Йонси за альбом Go[24].
- 23 февраля — Церемония NME Awards[25].
- 1 марта — Выход нового альбома «Жить вопреки» в группе «Кипелов».
- 27 марта — На церемонии вручения премии «Джуно» пять наград достались группе Arcade Fire.
- 10—14 мая — В Дюссельдорфе прошёл Конкурс песни Евровидение 2011, победителем которого стал дуэт Ell и Nikki, представлявший Азербайджан с песней «Running Scared».
- 22 мая — Billboard Music Awards 2011.
- 23 мая — Леди Гага выпустила свой второй студийный альбом Born This Way.
- 3, 5 июня — Премия Муз-ТВ 2011.
- 9 июня — Церемония Kerrang! Awards в Лондоне: две награды у 30 Seconds to Mars[26].
- 10 июня — Выход нового сингла «Человек-загадка» в группе «КняZz».
- 27 июня — Группу «Ария» покидает вокалист Артур Беркут.
- 7 июля — В Петербурге состоялась церемония вручения премии «Степной волк»: в двух номинациях был награждён Mujuice.
- 23 июля — Умерла британская соул-певица Эми Уайнхаус (в возрасте 27 лет).
- 28 августа — Церемония MTV VMA 2011 в Лос-Анджелесе: по три награды получили видеоработы в исполнении Кэти Перри (в том числе в категории «Видео года» за «Firework») и Адели (за «Rolling in the Deep»).
- 6 сентября — Альбом Let England Shake Пи Джей Харви награждён премией Mercury Prize[27].
- 19 сентября — Альбом The Suburbs Arcade Fire награждён премией Polaris Music Prize.
- 30 сентября-16 октября — XVIII Международный музыкальный фестиваль «Харьковские ассамблеи».
- 1 октября — Выход нового альбома «Письмо из Трансильвании» в группе «КняZz».
- 6 октября — Выход нового альбома «Феникс» в группе «Ария»[28].
- 24 октября — Состоялась церемония вручения премии Q Awards: Адель награждена дважды.
- 6 ноября — MTV Europe Music Awards 2011: четыре награды у Леди Гаги и ни одной у европейского исполнителя[29].
- 10 ноября — Латинская Грэмми: рекордное количество наград (девять) у группы Calle 13.
- 20 ноября — На церемонии American Music Award по три награды достались Тейлор Свифт и Адели[30].
- 27 ноября — ARIA Music Awards: шесть призов у Готье[31].
- 8 декабря — Выход нового альбома «TODD. Акт 1. Праздник крови» в группе «Король и Шут».
- 16 декабря —  Группу «Король и Шут» покидает сооснователь Андрей Князев.

## Группы

### Новые
- Adrenaline Mob
- Sigurjón’s Friends
- SuperHeavy
- VCMG[32]
- Артур Беркут
- КняZz
- Грязь
- Red Sunset
- Ясвена
- Sokoninaru

### Воссоединившиеся
- Archers of Loaf
- Arcturus
- Big Audio Dynamite
- Black Sabbath
- Culture Club
- The Danse Society
- Eyesburn
- Fiction Factory
- Live
- Luscious Jackson
- New Order
- One Man Army
- One Minute Silence
- Still Remains
- The Stone Roses
- Toy-Box
- Bad Meets Evil

### Распавшиеся
- NikitA (2008-2011)
- The Academy Is… (2003—2011)
- Anal Cunt (1988—2001, 2003—2011)
- Alexisonfire (2001—2011)
- Baal Zebuth (1997—2011)
- Big Star (1971—1974, 1993—2011)
- Buckner & Garcia (1980—2011)
- The Cinematics (2003—2011)
- D’espairsRay (1999—2011)
- Deluhi (2008—2011)
- The Depreciation Guild (2005—2011)
- Double Dagger (2002—2011)
- The Graduate (2005—2011)
- Grinderman (2006—2011)[33]
- Haste the Day (2001—2011)
- Faithless (1995—2011)
- Kagrra, (1998—2011)
- LCD Soundsystem (2001—2011)
- Lifelover (2005—2011)
- Lюk (1999—2011)
- Metalium (1998—2011)
- Oceansize (1998—2011)
- Praxis (1992—2011)
- Rednex (1994—2011)
- R.E.M. (1980—2011)
- Rilo Kiley (1998—2011)
- Silverchair (1992—2011)
- Skinless (1992—2011)
- The Stills (2000—2011)
- UnsraW (2006—2011)
- The White Stripes (1997—2011)
- Аквариус (2006—2011)
- Тату (1999—2011)
- Чёрный кузнец (2005—2011)

## Рекорды
Адель с альбомом 21 побила рекорд среди вокалисток, чьи пластинки дольше всего возглавляли британский хит-парад (18 недель). При этом диск держал вершину 11 недель непрерывно и тем самым превзошёл прошлое достижение, принадлежавшее сборнику хитов Мадонны The Immaculate Collection (9 недель подряд). Кроме того, в первых пятёрках альбомного и песенного чартов Соединённого Королевства расположились по два релиза англичанки — впервые со времён The Beatles (1964).
На следующий день после смерти (23 июля 2011) Эми Уайнхаус общий тираж её альбомов вырос в 37 раз, а синглов — в 23 раза. Позднее Back to Black вернулся на первое место, а дебютный альбом Frank вошёл в лучшую тройку; в топ-40 возвратились также несколько синглов певицы. Подобный рост был отмечен и в других странах; Back to Black возглавил чарты Австрии, Германии, Италии, Нидерландов, Швейцарии. В конце августа он был объявлен самым продаваемым диском XXI века в Британии, однако 5 декабря стало известно, что этот статус перешёл к альбому 21 Адели.
Сьюзан Бойл стала первой певицей, три последовательно выпущенных диска которой дебютировали на первом месте в хит-параде Великобритании менее чем за два года.
Рианна стала первой певицей, которая дважды за год с различными релизами занимала первое место одновременно в обоих главных чартах Великобритании: в январе с альбомом Loud и синглом «What’s My Name?» и в конце ноября с диском Talk That Talk и песней «We Found Love». Её назвали также единственной исполнительницей, возглавлявшей британский хит-парад в течение пяти лет подряд. В США Рианна выпустила 20-й хит, попавший в десятку; на это ей потребовалось (с момента первого появления в чарте) 6 лет и 4 месяца, при этом она обошла на 5 месяцев предыдущий рекорд Мадонны, установленный синглом «Hanky Panky» в 1990 году, и оставила впереди в общем зачёте только The Beatles, которые добились подобного результата за 2 года, 7 месяцев и 1 неделю.
- Кэти Перри установила рекорд в чарте Hot 100: пять синглов («California Gurls», «Teenage Dream», «Firework», «E.T.» и «Last Friday Night (T.G.I.F.)») с одного альбома смогли добраться до первой строчки в этом хит-параде. Среди певцов такого результата достиг только Майкл Джексон[46].
- Шер заняла первое место в Hot Dance Club Songs с треком «You Haven’t Seen the Last of Me[англ.]» и благодаря этому была объявлена журналом Billboard первой певицей, возглавлявшей его чарты на протяжении шести десятилетий (с 1965 года)[47]. В том же издании 85-летний Тони Беннетт был назван старейшим исполнителем, которому удалось занять вершину Billboard 200; в прошлом это звание носил Боб Дилан (альбом Together Through Life, 67 лет)[48].
- Первыми релизами, цифровой тираж которых превысил один миллион экземпляров, стали альбом Эминема Recovery и сингл Адели «Someone Like You»[49], а общий тираж синглов Леди Гаги в цифровом формате преодолел отметку в 20 миллионов[50].
- В январе были зафиксированы рекордно низкие (за последние 20 лет) продажи альбома, тем не менее позволившие ему занять первую строку в чарте Billboard 200, — недельный тираж пластинки Speak Now кантри-певицы Тейлор Свифт составил 52 тысячи экземпляров[51]. В том же месяце этот антирекорд побил диск Showroom of Compassion группы Cake (44 тыс.), а в феврале — Mission Bell Эймоса Ли (40 тыс.)[52].
- Концертное турне группы U2 под названием U2 360° Tour[англ.], проведённое в поддержку альбома No Line on the Horizon с 30 июня 2009-го по 30 июля 2011 года, побило рекорды двух гастролей The Rolling Stones: по доходам ($736 млн) — A Bigger Bang Tour[англ.] (2005—2007; $558 млн) и по общей аудитории (7,3 млн зрителей) — Voodoo Lounge Tour[англ.] (1994—1995; 6,4 млн)[53][54].
- Сборы в американском прокате фильма-концерта «Джастин Бибер: Никогда не говори никогда» превысили рекорд ленты «Майкл Джексон: Вот и всё» ($73 млн против 72)[55][56]. В США Бибер стал самым молодым вокалистом с тремя альбомами № 1, а также первым певцом, чей рождественский альбом дебютировал на первом месте[57].

## Рейтинги
- Превысило один миллиард количество просмотров видео на официальных YouTube-каналах Эминема, Рианны, Шакиры, The Black Eyed Peas, Бейонсе и Бритни Спирс[58][59], а Джастин Бибер первый преодолел отметку в два миллиарда просмотров[60]. Леди Гага, удерживающая лидерство по числу подписчиков на сайте Twitter с августа 2010-го, в этом году преодолела рубеж в 10 млн читателей, однако в сети Facebook американскую певицу сместил с вершины рэпер Эминем, который стал самой популярной персоной на этом сайте[61][62]; общее число подписчиков его профайла приближается к 50 млн.
- В ежегодном рейтинге журнала DJ Mag лучшим диджеем был признан Давид Гетта: он сместил с вершины Армина ван Бюрена, который удерживал лидерство в течение четырёх лет подряд[63].
- В рейтинге самых влиятельных знаменитостей, составляемом журналом Forbes, в 2011 году американская певица Леди Гага переместилась с четвёртого на первое место[64], а также заняла вторую строчку среди самых богатых женщин шоу-бизнеса (доходы оценены в $90 млн), уступив вершину Опре Уинфри[65]. В том же издании составили список 50 российских знаменитостей, который возглавил Стас Михайлов[66]. Кроме того, Forbes впервые составил рейтинги самых успешных и перспективных деятелей в возрасте до 30 лет (30 Under 30); в музыкальной категории список возглавил Мак Миллер[67].
- Журнал Kerrang! в честь 30-летия провёл опрос на своём сайте, где предлагалось выбрать 30 лучших рок-групп за последние 30 лет, — список возглавила Metallica[68]. А Metal Hammer, отмечавший 25-летие, выбирал лучшую дебютную пластинку за прошедшие 25 лет, — первое место занял эпонимический альбом группы Slipknot 1999 года[69]. Billboard подвёл итоги 30-летия в честь юбилея телеканала MTV и предложил выбрать лучшие видеоклипы в каждом десятилетии — ими стали «Thriller» Майкла Джексона, «…Baby One More Time» Бритни Спирс и «Bad Romance» Леди Гаги[70]. Редакция журнала New Musical Express назвала лучшим клипом всех времён «Hurt» в исполнении Джонни Кэша[71], а лучшей композицией за последние 15 лет — «Paranoid Android» группы Radiohead[72].
- Посетители сайта MusicRadar выбирали лучшую обложку альбома (первое место у The Dark Side of the Moon)[73] и лучшую басовую партию («Hysteria» коллектива Muse)[74].

|  | - На основе экспертного опроса, результаты которого были опубликованы в журнале Rolling Stone, Джими Хендрикс был признан лучшим гитаристом в истории музыки. «A Day in the Life» заняла первое место в списке 100 лучших песен Beatles. Этим изданием проводился также ряд опросов среди читателей и посетителей сайта (в скобках указан лидер голосования): - лучший басист (Джон Энтвисл) - лучшая прог-рок-группа (Rush) - лучшая панк-группа (Green Day) - лучшая баллада («Stairway to Heaven»). |

Худшей песней 1980-х годов читатели RS назвали «We Built This City» команды Starship.

## Альбомы
См. также Категория:Альбомы 2011 года
Инновации
Бритни Спирс выпустила свой 7 по счету альбом Femme Fatale
- Британская группа Kaiser Chiefs предложила слушателям самим составить трек-лист альбома The Future Is Medieval[82].
- Бьорк выпустила альбом Biophilia в виде приложения для Айпэда[83].
- Краудфандинг (фанатская предоплата) в российской музыке: одноимённый альбом Zorge и Spirit «Би-2»[84].

Продажи
- В Великобритании самым продаваемым стал альбом певицы Адели 21: по данным на 5 декабря 2011 года его тираж составляет 3,4 млн экземпляров[41]. Наиболее успешным дебютным диском был объявлен Who You Are певицы Джесси Джей; на втором месте оказался Эд Ширан[85].

| Страна             | Исполнитель           | Альбом                                       | N  |
| ------------------ | --------------------- | -------------------------------------------- | -- |
| Австралия          | Адель                 | 21                                           | 23 |
| Австрия            | Андреас Габальер      | Volks-Rock’n’Roller                          | 5  |
| Бельгия (Фландрия) | Адель                 | 21                                           | 27 |
| Бельгия (Валлония) | Села Сью              | Selah Sue                                    | 5  |
| Великобритания     | Адель                 | 21                                           | 18 |
| Германия           | Адель                 | 21                                           | 5  |
| Дания              | Адель                 | 21                                           | 9  |
| Испания            | Пабло Альборан        | Pablo Alborán                                | 15 |
| Италия             | Васко Росси           | Vivere o niente                              | 19 |
| Мексика            | Los Tigres del Norte  | MTV Unplugged                                | 17 |
| Нидерланды         | Адель                 | 21                                           | 30 |
| Новая Зеландия     | Адель                 | 21                                           | 26 |
| Норвегия           | Адель                 | 21                                           | 7  |
| Норвегия           | Ярле Бернхофт         | Solidarity Breaks                            | 7  |
| Португалия         | Aurea                 | Aurea                                        | 11 |
| Россия             | Григорий Лепс         | «Пенсне»                                     | 10 |
| США                | Адель                 | 21                                           | 13 |
| Финляндия          | Различные исполнители | Leijonat 2011 — Virallinen Leijonat-kokoelma | 8  |
| Франция            | Адель                 | 21                                           | 9  |
| Швейцария          | Адель                 | 21                                           | 7  |
| Швеция             | Джей Смит             | Jay Smith                                    | 6  |

Выбор критиков. 29 ноября сайт Metacritic начал агрегировать списки лучших альбомов по мнению известных музыкальных критиков и авторитетных изданий. В объединённом рейтинге, который обновлялся ежедневно в течение декабря — января, безоговорочную победу одержал диск Пи Джей Харви Let England Shake; в пятёрку также вошли работы Адели, Bon Iver, Tune-Yards и St. Vincent. 30 декабря Metacritic опубликовал список альбомов 2011 года с наибольшим средним баллом; его возглавили диски Bad as Me Тома Уэйтса и undun группы The Roots (88 баллов), тройку замыкал дебютный микстейп The Weeknd House of Balloons. Максимальный средний балл получили переиздания, приуроченные к 40-летию со дня выпуска, — Tago Mago группы Can и What’s Going On Марвина Гэя. Худшие оценки критиков достались дебютному альбому брит-поп-группы Viva Brother и четвёртому диску Ричарда Эшкрофта; ближе всего к ним приблизилась совместная работа Лу Рида и Metallica Lulu.

## Песни
- 25 августа — Журнал Billboard начал публиковать Korea K-Pop Hot 100, песенный хит-парад Южной Кореи.

### США
Хиты № 1 в США (Список синглов № 1 в США в 2011 году (Billboard) #1 Hits)
- «We Found Love» — Rihanna feat. Calvin Harris (8 недель)
- «Rolling in the Deep» — Adele (7 недель)
- «Born This Way» — Lady Gaga (6 недель)
- «Party Rock Anthem» — LMFAO feat. Lauren Bennett & GoonRock (6 недель)
- «E.T.» — Katy Perry feat. Kanye West (5 недель)
- «Someone Like You» — Adele (5 недель)
- «Grenade» — Bruno Mars (4 недели)
- «Moves Like Jagger» — Maroon 5 feat. Christina Aguilera (4 недели)
- «Firework» — Katy Perry (2 недели)
- «Last Friday Night (T.G.I.F.)» — Katy Perry (2 недели)
- «Hold It Against Me» — Britney Spears (1 неделя)
- «Black and Yellow» — Wiz Khalifa (1 неделя)
- «S&M» — Rihanna feat. Britney Spears (1 неделя)
- «Give Me Everything» — Pitbull feat. Ne-Yo, Afrojack & Nayer (1 неделя)

### Великобритания
Хиты № 1 в Великобритании (UK Official Top 100 #1 Hits)
- «We Found Love» — Rihanna feat. Calvin Harris (6 недель)
- «Someone Like You» — Adele (5 недель)
- «Party Rock Anthem» — LMFAO feat. Lauren Bennett & GoonRock (4 недели)
- «Give Me Everything» — Pitbull feat. Ne-Yo, Afrojack & Nayer (3 недели)
- «Grenade» — Bruno Mars (2 недели)
- «Price Tag» — Jessie J feat. B.o.B (2 недели)
- «On The Floor» — Jennifer Lopez feat. Pitbull (2 недели)
- «Changed The Way You Kiss Me» — Example (2 недели)
- «Don't Wanna Go Home» — Jason Derulo (2 недели)
- «Glad You Came» — The Wanted (2 недели)
- «Read All About It» — Professor Green feat. Emeli Sande (2 недели)
- «When We Collide» — Matt Cardle (1 неделя)
- «What's My Name?» — Rihanna feat. Drake (1 неделя)
- «We R Who We R» — Kesha (1 неделя)
- «Don't Hold Your Breath» — Nicole Scherzinger (1 неделя)
- «The Lazy Song» — Bruno Mars (1 неделя)
- «Louder» — DJ Fresh feat. Sian Evans (1 неделя)
- «She Makes Me Wanna» — JLS feat. Dev (1 неделя)
- «Swagger Jagger» — Cher Lloyd (1 неделя)
- «Promises» — Nero (1 неделя)
- «Don't Go» — Wretch 32 (1 неделя)
- «Heart Skips A Beat» — Olly Murs feat. Rizzle Kicks (1 неделя)
- «Stay Awake» — Example (1 неделя)
- «All About Tonight» — Pixie Lott (1 неделя)
- «What Makes You Beautiful» — One Direction (1 неделя)
- «No Regrets» — Dappy (1 неделя)
- «Loca People» — Sak Noel (1 неделя)
- «Whishing On A Star» — X Factor 2011 Finalists (1 неделя)
- «Dance With Me Tonight» — Olly Murs (1 неделя)
- «Cannonball» — Little Mix (1 неделя)
- «Wherever You Are» — Military Wives with Gareth Malone (1 неделя)

### Россия
Хиты № 1 в России (TopHit)
- «Mr. Saxobeat» — Alexandra Stan (8 недель)
- «Прованс» — Ёлка (5 недель)
- «Love You Like A Love Song» — Selena Gomez & The Scene (5 недель)
- «Выше» — Нюша (5 недель)
- «Я просто люблю тебя» — Дима Билан (4 недели)
- «Till The World Ends» — Britney Spears (4 недели)
- «Give Me Everything» — Pitbull feat. Ne-Yo, Afrojack & Nayer (4 недели)
- «Sweat» — Snoop Dogg feat. David Guetta (3 недели)
- «On The Floor» — Jennifer Lopez feat. Pitbull (2 недели)
- «Loca People» — Sak Noel (2 недели)
- «Freedom» — Dan Balan (2 недели)
- «Moves Like Jagger» — Maroon 5 feat. Christina Aguilera (2 недели)
- «In The Dark» — Dev (2 недели)
- «Broken Angel» — Arash feat. Helena (1 неделя)
- «Desert Rain» — Edward Maya feat. Vika Jigulina (1 неделя)
- «Never Be Alone» — Deepside Deejays (1 неделя)
- «На большом воздушном шаре» — Ёлка (1 неделя)

## Концерты
5 самых коммерчески успешных турне по версии Billboard:
1. U2
2. Bon Jovi
3. Take That
4. Роджер Уотерс
5. Тейлор Свифт

## Скончались
См. также: Список умерших в 2011 году и Категория:Умершие в 2011 году

### Январь
- 1 января
  - Флемминг Йоргенсен[англ.] (63) — датский актёр и рок-музыкант;
  - Константин Марин (85) — румынский музыкант, композитор, эксперт музыки Возрождения;
- 3 января — Владимир Каминский (58) — российский кларнетист;
- 4 января
  - Мик Карн (52) — гитарист рок-группы Japan; рак;
  - Джерри Рафферти (63) — британский автор-исполнитель;
- 6 января — Оган Дурян (88) — армянский дирижёр и композитор;
- 10 января — Маргарет Уайтинг (86) — американская певица;
- 12 января — Галина Семенченко (101) — советская и российская певица, актриса оперетты;
- 17 января
  - Сигурьоун Бринк[англ.] (36) — исландский певец и композитор;
  - Дон Киршнер (76) — американский музыкальный издатель, продюсер, менеджер и промоутер
  - Вячеслав Храмов (60) — российский оперный певец;
- 18 января
  - Антонин Кубалек (75) — чешский и канадский пианист;
- 20 января — Сергей Кастальский (57) — советский и российский рок-журналист;
- 24 января — Бхимсен Джоши[англ.] (88) — индийский певец;
- 26 января — Чарли Лувин (83) — американский кантри-музыкант, участник дуэта The Louvin Brothers[89];
- 27 января — Мартиньш Фрейманис[англ.] (33) — латвийский поп-музыкант;
- 28 января
  - Рэймонд Коэн (91) — британский скрипач;
  - Маргарет Прайс (69) — британская певица;
- 29 января
  - Меган Макнил (20) — канадская певица;
  - Милтон Бэббитт (94) — американский композитор;
  - Иммануил Варди[англ.] (95) — американский скрипач;
- 30 января — Джон Барри (77) — английский композитор, автор музыки к 11 фильмам о Джеймсе Бонде;

### Февраль
- 3 февраля — Татьяна Шмыга (82) — советская и российская певица;

- 6 февраля
  - Гэри Мур (58) — ирландский гитарист, певец; сердечный приступ;
  - Пер Грунден[англ.] (88) — шведский и австрийский певец, актёр;
- 8 февраля — Роза Багланова (89) — казахская оперная и эстрадная певица;
- 13 февраля — Мануэль Эсперон[англ.] (99) — мексиканский композитор;
- 14 февраля
  - Джордж Ширинг (91) — британо-американский джазовый пианист;
  - Джон Штраусс[англ.] (90) — американский композитор и музыкальный редактор;
- 15 февраля — Георгий Крауклис (88) — музыковед, профессор Московской консерватории[90];
- 24 февраля — Лев Барашков (79) — российский эстрадный певец и актёр;
- 25 февраля — Валерий Безрученко (70) — кларнетист и педагог, заслуженный артист России;
- 26 февраля — Юджин Фодор (60) — американский скрипач;
- 28 февраля — Элсина Хидерша (21) — албанская поп-певица;

### Март
- 2 марта — Лидия Давыдова (79) — российская академическая камерная певица;
- 3 марта — Альдо Клементи (85) — итальянский композитор;
- 4 марта — Давид Сипитинер (86) — украинский дирижёр, заслуженный артист Украины;
- 8 марта — Майк Старр (44) — бывший бас-гитарист группы Alice In Chains;
- 9 марта — Сона Асланова (86) — азербайджанская и советская певица;
- 11 марта — Алфред Дженовезе (79) — американский гобоист;
- 12 марта
  - Джо Морелло[англ.] (82) — американский джазовый барабанщик;
  - Нилла Пицци (91) — итальянская певица;
- 14 марта
  - Альбина Оплеснина (74) — советская и российская оперная певица;
  - Биг Джек Джонсон (70) — американский певец и гитарист;
- 15 марта
  - Nate Dogg (41) — американский рэпер;
  - Яков Крейцберг (51) — американский дирижёр;
- 17 марта — Ферлин Хаски (85) — американский исполнитель кантри;
- 18 марта — Джет Харрис[англ.] (71) — британский музыкант;
- 20 марта — Курт Хауэнштайн (62) — австрийский музыкант, лидер группы Supermax[91];
- 21 марта
  - Пайнтоп Перкинс (97) — американский пианист и блюзовый музыкант[92];
  - Лолитта Холлоуэй (64) — американская соул- и диско-певица;
- 22 марта — Виктор Бушар (84) — канадский пианист и композитор;
- 26 марта — Александр Барыкин (59) — советский и российский рок-музыкант, композитор, певец;
- 27 марта — Измаил Капланов (72) — белорусский композитор и певец;
- 28 марта — Ли Хойби[англ.] (85) — американский композитор и классический пианист;
- 29 марта — Боб Бенни (84) — бельгийский певец;
- 30 марта — Людмила Гурченко (75) — советская и российская актриса, певица;

### Апрель
- 4 апреля
  - Скотт Коламбус (54) — бывший ударник хеви-метал-группы Manowar[93];
  - Бронислав Казимеж Пшибыльский (69) — польский композитор и музыкальный педагог;
- 15 апреля
  - Винченцо Ла Скола[англ.] (53) — итальянский тенор;
  - Тимур Мынбаев (67) — советский и российский дирижёр, композитор, музыковед;
- 20 апреля — Джерард Смит[англ.] (34) — бас-гитарист американской группы TV on the Radio; рак лёгких[94];
- 23 апреля — Датч Тилдерс[англ.] (69) — австралийский музыкант, «крестный отец» австралийского блюза;
- 25 апреля — Поли Стайрин (53) — английская певица и автор песен, солистка X-Ray Spex;
- 27 апреля — Даг Стокке (44) — норвежский музыкант; клавишник TNT;
- 29 апреля — Владимир Крайнев (67) — российский пианист, музыкальный педагог;

### Май
- 2 мая — Татьяна Дубравская — музыковед, доктор искусствоведения, профессор Московской консерватории[95];
- 6 мая — Святослав Задерий (50) — советский и российский рок-музыкант, основатель группы «Алиса», лидер группы «Нате»;
- 7 мая
  - Димитр Тыпков (81) — болгарский композитор и педагог.
  - Джон Уокер[англ.] (67) — американский музыкант, гитарист группы The Walker Brothers;
- 9 мая — Иво Пешак (66) — чешский певец, танцор, комик, бывший участник группы Banjo Band;
- 11 мая — Снуки Янг (92) — американский джазовый трубач[96];
- 12 мая — Ллойд Нибб[англ.] (80) — ямайский музыкант, барабанщик группы The Skatalites;
- 18 мая — Леонард Кастл (82) — американский оперный композитор, либреттист и режиссёр;
- 19 мая — Кэти Керби (72) — британская поп-певица;
- 22 мая — Джозеф Брукс (73) — американский сценарист, режиссёр, продюсер и композитор;
- 27 мая — Гил Скотт-Херон (62) — американский поэт, музыкант[97];
- 29 мая — Сигурд Цирценис (58) — кларнетист Латвийского национального симфонического оркестра;

### Июнь
- 2 июня — Рей Брайант (79) — американский джазовый пианист, композитор;
- 4 июня — Мартин Рашент (63) — английский музыкант и продюсер;
- 8 июня — Алан Рубин[англ.] (68) — американский музыкант и актёр;
- 10 июня
  - Сергей Белимов (61) — русский композитор, педагог, изобретатель нового музыкального инструмента кордепиано;
  - Свен-Олоф Вальдофф (82) — шведский композитор, дирижёр, актёр;
- 11 июня — Сет Путнам (43) — фронтмен американской группы Anal Cunt; сердечный приступ[98];
- 12 июня — Карл Гарднер[англ.] (83) — американский певец, основатель и вокалист группы The Coasters
- 13 июня — Насыр Давлесов (82) — киргизский композитор, глава Союза композиторов;
- 18 июня — Кларенс Клемонс (69) — американский музыкант, саксофонист группы E Street Band
- 22 июня — Валентин Зверев (69) — российский и советский флейтист и дирижёр;
- 23 июня — Фред Стейнер (88) — американский композитор;
- 28 июня — Алексей Мажуков (75) — советский композитор;

### Июль
- 5 июля
  - Ольга Пархоменко (83) — украинская скрипачка, педагог;
  - Ваагн Стамболцян (80) — армянский органист;
- 7 июля
  - Юрий Кукин (78) — советский и российский бард;
  - Йозеф Сук (81) — чешский скрипач;
- 9 июля
  - Факундо Кабраль (74) — аргентинский автор и исполнитель собственных и народных песен;
  - Würzel (61) — британский гитарист, известный по участию в рок-группе Motörhead[99];
- 10 июля — Пьерретт Алари-Симоно (89) — канадская оперная певица;
- 12 июля — Алексей Заев (43) — советский и российский музыкант;
- 17 июля
  - Тайдзи Савада (45) — японский музыкант, бас-гитарист X Japan;
  - Алекс Штайнвайс[англ.] (94) — дизайнер-график, создатель первых обложек для грампластинок;
- 19 июля — Карэн Хачатурян (90) — советский и российский композитор;
- 21 июля — Пол Франке[англ.] (92) — американский оперный певец;

- 23 июля — Эми Уайнхаус (27) — английская певица;
- 24 июля — Дэн Пик[англ.] (60) — американский рок-музыкант, основатель группы America;
- 26 июля
  - Джо Арройо (55) — колумбийский певец;
  - Геннадий Берков (50) — рок-музыкант;
- 29 июля — Джин Мак-Дэниелс[англ.] (76) — американский певец и автор песен;

### Август
- 1 августа — Виктория Яглинг (65) — виолончелистка, композитор и педагог;
- 2 августа
  - Ральф Берковиц[англ.] (100) — американский композитор, классический музыкант;
  - Николай Кутузов (85) — советский и российский хоровой дирижёр;
- 3 августа
  - Эндрю Макдермотт (45) — британский музыкант, бывший вокалист группы Threshold;
  - Николай Петров (68) — российский пианист;
- 8 августа — Андрей Глухов (59) — российский валторнист и музыкальный педагог;
- 11 августа
  - Джени Лэйн (47) — американский певец, фронтмен, вокалист и автор песен группы Warrant;
  - Калью Караск (80) — эстонский оперный певец и актёр;
- 17 августа — Валерий Чирсков (71) — российский трубач и музыкальный педагог;
- 21 августа
  - Дмитрий Чеков (27) — российский музыкант, более известный под псевдонимом Никифоровна, ДТП;
- 22 августа
  - Николас Эшфорд (Ashford & Simpson) (70)[100];
  - Джерри Либер (78) — американский автор песен и продюсер
- 29 августа — Дэвид Эдвардс (96) — американский гитарист и певец дельта-блюза;
- 30 августа — Алла Баянова (97) — эстрадная певица, исполнитель русских песен и романсов;

### Сентябрь
- 2 сентября — Шринивас Кхале[англ.] (85) — индийский композитор;
- 5 сентября — Сальваторе Личитра (43) — итальянский оперный тенор;
- 12 сентября — Уэйд Мейнер (104) — американский певец и банджоист;
- 13 сентября — DJ Mehdi (34) — французский музыкальный продюсер и диджей;
- 15 сентября — Регина Смендзянка[англ.] (86) — польская пианистка;
- 18 сентября — Курт Зандерлинг (98) — немецкий дирижёр;
- 19 сентября — Долорес Хоуп (102) — американская певица, меценат;
- 20 сентября — Фрэнк Дриггс[англ.] (81) — американский музыкальный продюсер;
- 21 сентября — Джон Дю Кэнн (65) — гитарист группы Atomic Rooster;
- 22 сентября — Веста Уильямс (53) — американская певица и актриса;
- 29 сентября — Сильвия Робинсон (75) — американская певица;
- 30 сентября — Марв Тарплин[англ.] (70) — американский музыкант и автор песен, гитарист группы The Miracles

### Октябрь
- 1 октября — Пьеро Уайс[англ.] (83) — итальянский и американский пианист, музыковед;
- 2 октября — Дэвид Бедфорд (74) — британский композитор и музыкант;
- 5 октября — Берт Дженш (67) — шотландский гитарист, участник группы Pentangle[101];
- 6 октября — Важа Чачава (78) — грузинский и российский пианист и музыкальный педагог, концертмейстер;
- 8 октября
  - Майки Уэлш (40) — бас-гитарист Weezer[102];
  - Ингвар Виксель (80) — шведский оперный певец;
  - Роджер Уильямс (87) — американский пианист;
- 10 октября — Джагджит Сингх (70) — индийский певец и композитор;
- 13 октября — Крис Дойг[англ.] (63) — новозеландский оперный певец;
- 16 октября — Пит Руголо[англ.] (95) — американский композитор;
- 28 октября — Берил Дэвис[англ.] (87) — британская певица;
- 29 октября — Джимми Сэвил (84) — британский телеведущий, «старейший диджей, придумавший дискотеки»[103];
- 31 октября — Лиз Андерсон[англ.] (81) — американская кантри-певица и автор песен;

### Ноябрь
- 1 ноября
  - Кристиана Легран[англ.] (81) — французская певица;
  - Андре Одер[англ.] (90) — французский скрипач и композитор;
- 7 ноября — Георгий Мовсесян (66) — советский и российский композитор;
- 8 ноября — Heavy D (44) — американский рэпер;
- 14 ноября — MC Вспышкин (75) — «самый старый диджей России»[104];
- 16 ноября — Рене Морель[англ.] (79) — американский скрипичный мастер;
- 20 ноября — Рассел Гарсия (95) — американский и новозеландский композитор и аранжировщик;
- 22 ноября
  - Сена Юринац (90) — австрийская оперная певица;
  - Георг Крайслер (89) — австрийский артист, композитор и писатель;
  - Пол Мошиан[англ.] (80) — американский джазовый барабанщик и композитор;
- 23 ноября — Монтсеррат Фигерас (69) — каталонская певица, исполнительница старинной музыки;
- 24 ноября
  - Имантс Кокарс (90) — советский и латвийский хоровой дирижёр;
  - Людвиг Хирш[англ.] (65) — австрийский актёр и певец;
- 27 ноября — Киф Хартли (67) — британский барабанщик;

### Декабрь
- 2 декабря — Билл Тапиа[англ.] (103) — американский джазовый музыкант;
- 4 декабря — Хьюберт Самлин (80) — американский блюзовый гитарист и певец;
- 5 декабря — Виолетта Виллас (73) — польская певица и актриса;
- 6 декабря — Доби Грей[англ.] (71) — американский певец;
- 12 декабря — Мэлина Олинеску (37) — румынская певица;
- 14 декабря — Билли Джо Спирс[англ.] (74) — американская кантри-певица;
- 15 декабря — Красимир Кюркчийский, болгарский композитор, дирижёр и педагог.
- 17 декабря — Сезария Эвора (70) — кабо-вердианская певица;
- 22 декабря
  - Михаил Зуев (48) — русский рок-музыкант, лидер рок-группы «Иван-Кайф»;
  - Арминэ Тутунджян (90) — советская и армянская оперная певица;
- 26 декабря — Сэм Риверс (88) — американский джазовый музыкант;